# Großsteingrab Horserød Hegn 1
Das Großsteingrab Horserød Hegn 1 ist eine megalithische Grabanlage der jungsteinzeitlichen Nordgruppe der Trichterbecherkultur im Kirchspiel Tikøb in der dänischen Kommune Helsingør.

## Lage
Das Grab liegt im Norden des Waldgebiets Horserød Hegn, direkt südlich eines Waldwegs. In der näheren Umgebung gibt bzw. gab es zahlreiche weitere megalithische Grabanlagen.

## Forschungsgeschichte
1882 fertigte Andreas Peter Madsen Zeichnungen des Grabes an. In den Jahren 1884 und 1942 führten Mitarbeiter des Dänischen Nationalmuseums Dokumentationen der Fundstelle durch.

## Beschreibung
Die Anlage besitzt eine ostnordost-westsüdwestlich orientierte rechteckige Hügelschüttung mit einer Länge von 14,5 m und einer Breite zwischen 7 m und 8 m. Von der Umfassung sind noch 22 Steine erhalten, von denen acht aufrecht stehen.
Der Hügel enthält zwei Grabkammern. Die erste befindet sich etwa 3 m vom westlichen Ende des Hügels entfernt und ist als Urdolmen anzusprechen. Sie ist nordwest-südöstlich orientiert und hat einen rechteckigen Grundriss. Sie hat eine Länge und Breite von je etwa 1 m. Die Kammer besteht aus je einem Wandstein an den Langseiten, einem Abschlussstein an der nordwestlichen Schmalseite und zwei Schwellensteinen an der südöstlichen Schmalseite. Der südwestliche Wandstein ist etwa 0,4 m länger als der nordöstliche. Auf den Wandsteinen ruht ein Deckstein. An der südöstlichen Schmalseite ist der Kammer ein Gang vorgelagert. Von ihm ist noch der südwestliche Wandstein erhalten.
Die zweite Kammer befindet sich etwa 3 m östlich der ersten und ist ebenfalls als Urdolmen anzusprechen. Sie ist nordwest-südöstlich orientiert und hat einen rechteckigen Grundriss. Sie hat eine Länge von 1,4 m, eine Breite von 0,7 m und eine Höhe von 1,1 m. Die Kammer besteht aus je einem Wandstein an den Langseiten, einem Abschlussstein an der nordwestlichen Schmalseite und einem 0,4 m hohen Schwellenstein an der südöstlichen Schmalseite. Der Deckstein liegt verschleppt östlich der Kammer. An der südöstlichen Schmalseite ist der Kammer ein Gang vorgelagert, von dem zwei Wandsteine erhalten sind.